# درای گلایشن
درای گلایشن (به آلمانی: Drei Gleichen) یک شهر در آلمان است که در Gotha واقع شده‌است. درای گلایشن ۵٬۳۷۵ نفر جمعیت دارد.